# Persoonia arborea
Persoonia arborea är en tvåhjärtbladig växtart som beskrevs av F. Müll.. Persoonia arborea ingår i släktet Persoonia och familjen Proteaceae. Inga underarter finns listade i Catalogue of Life.